# لويجي لوتساتي
لويجي لوتساتي (11 مارس 1841 - 29 مارس 1927) سياسي إيطالي شغل منصب رئيس وزراء إيطاليا الواحد والثلاثين 1910 و 1911. كان أول يهودي يرأس وزراء إيطاليا رغم أن سلفه سيدني سونينو كان من أصل يهودي جزئياً.